# زهير محمد رشيد
{{معلومات ممثل
| الجنسية      =  فلسطين 
  العراق 
  فنلندا
| الاسم         = زهير محمد رشيد
| اسم الولادة   = زهير محمد رشيد
| تاريخ الولادة = 
زهير محمد رشيد (1959-) ممثل عراقي  كوميدي وهو ابن اخت الفنان العراقي محمد حسين عبد الرحيم. من أبرز أعماله  برنامجه الكوميدي (كاري كاتير) وهو برنامج عراقي كوميدي حقّقَ وفي مدة قياسية نجاحاً ساحقاً وحضوراً واسعاً بين العراقيين سواء مَن هم في الداخل أو مَن هم في المهجر بالمقارنة مع برامج تلفزيونية أخرى تُعرض على شاشات الفضائيات العربية.

## الأعمال
- 1982 تمثيلية أستراحة الظهيرة[3]
- 1986 برنامج أحلى الكلام[4]
- 1993 مسلسل مواسم الحب
- 1998 مسلسل عالم الست وهيبة[5]
- 2007 مسلسل كاركاتير[6]
- 2007 مسلسل انباع الوطن[7]
- 2009 فوازير زنود الست[8]
- 2009 مسلسل دولة الرئيسة[9]
- 2012 رسوم متحركة الريس[10]
- 2012 مسلسل اكبر جذاب - الجزء الأول[11]
- 2013 مسلسل أكبر جذاب - الجزء الثاني[12]
- 2014 رسوم متحركة حبزبوز[13]  (غركان)
- 2014 مسلسل عائلة سويجات[14]  (ممثل )
- 2016 مسلسل غسل ولبس[15]
- 2017 مسلسل عودة وسعودة[16]  (ضيف شرف)
- 2018 مسلسل عوض أبًا عن جد[17]  (ضيف الحلقات)
- 2018 مسلسل غرامي شرطي وحرامي[18]
- 2018 رسوم متحركة فشافيش[19]  (جد السليت و ريك )
- 2019 مسلسل شلع قلع[20]
- 2020 مسلسل غايب في بلاد العجايب
- 2024 مسلسل عالم الست وهيبة الجزء الثاني